# Experiment
Experiment, ranijeg naziva Microryza, je ime za web poslužitelj koji potiče skupno financiranje za znanstvene projekte.
Do 21. studenoga 2019. financirano je više od 760 projekata, prikupivši gotovo 8 milijuna dolara od više od 41.000 podržavatelja.

## Povijest
Osnovali su ga 2012. godine Denny Luan i Cindy Wu, bivši istraživači sa Sveučilišta Washington. Nekadašnji naziv Microryza nadahnut je mikorizama i simbiotskim gljivama koje žive u korijenju biljaka.

## Financijski model
Experiment naplaćuje naknadu od 8% (5% za Experiment i 3% za obradu plaćanja) samo ako je kampanja uspješna. Ako kampanja ne dosegne ciljani iznos, nitko se ne naplaćuje.

## Vanjske poveznice
- Experiment.com